# حسين الهنابي
حسين الهنابي (ولد في 26 أغسطس 1988) هو لاعب كرة يد سعودي يعلب في نادي الصفا والمنتخب السعودية الوطني.